# Javier Sotomayor
Javier Sotomayor (13. oktober 1967) er tidligere cubansk atlet, der specialiserede sig i højdespring. Han er 1,93 meter høj. 
Han blev verdensmester i højdespring i 1997 og har også sat verdensrekord i disciplinen. Hans bedste resultater er spring på 2,45 meter (engelsk mål: 8 fod og ½ tomme) (verdensrekord, sat 23. juli 1993 i Salamanca), 2,44 meter 29. juli 1989 i San Juan og 2,43 meter (verdensrekord indendørs) 4. marts 1989 i Budapest. 
Desuden vandt han guldmedalje i højdespring ved sommer-OL 1992 og sølvmedalje ved sommer-OL 2000, efter at han i en længere periode havde været udelukket for misbrug af kokain.
Sotomayor har domineret denne sportsgren på sjælden vis. Af de 24 bedste spring nogensinde, står han for de 17. Han har klaret højden 2,40 meter flere gange end nogen anden højdespringer og er den eneste, som har sprunget over 8 engelske fod. Hans sidste vellykkede forsøg på højden 2,40 meter var 25. marts 1995 ved de pan-amerikanske lege i Mar del Plata, Argentina. Ingen har sprunget højere siden da.

## Dopingmisbrug
Sotomayors karriere blev afsluttet, da han ved flere lejligheder blev testet positiv ved dopingtest. 